# Chloride City
Chloride City is een verlaten plaats (city) in de Amerikaanse staat Californië. Het is een spookstad in de Death Valley.